# Рудина планина (Краище)
 Тази статия е за планината в Краище.  За другата българска планина със същото име вижте Рудина планина (Знеполе).  
Рудина планина (или Рудини) е планина в Западна България, във физикогеографската област Краище, област Перник, част от Руйско-Верилската планинска редица.
На запад долините на реките Селска, Пенкьовска и Треклянска я отделят съответно от Ерулска, Пенкьовска и Земенска планина, а на север Муренската седловина (838 м) я свързва с Ерулска планина. На изток долината на река Светля я отделя от планината Черна гора, а на юг долината на Струма – от Конявска планина. В тези си граници от север на юг планината е дълга 16 км, а ширината – 9 км. Ридовете ѝ имат посока север-юг и се делят на три части: на север рида Голоух (връх Голоух 991,6 м), в североизточната част ридът Сирищнишка Рудина с най-висок връх Сирищнишка Рудина (1172,1 м, най-високата точка на планината), а южно от долините на реките Матковица и Сирищнишка е Пещерски рид с най-висок връх Бандерата (1155 м).
Ридовете са къси, нископланински, изградени от триаски варовици, мергели и пясъчници, юрски седименти и др. Почвите са канелени горски и рендзини. Обрасла е с рядка широколистна гора и пасища.
Главно в подножията на планината са разположени 14 села: Враня стена, Горна Врабча, Долна Врабча, Еловдол, Жабляно, Калотинци, Ковачевци, Лобош, Мурено, Пещера, Ракиловци, Светля, Сирищник и Смиров дол.
По всичките подножия на планината преминават участъци от 3 пътя от Държавната пътна мрежа:
- По североизточното подножие, между селата Сирищник и Еловдол, на протежение от 7,3 км – участък от третокласен път № 603 Радомир – Сирищник – Еловдол;
- По северното и северозападното подножие, между селата Еловдол и Калотинци, на протежение от 16,8 км – участък от третокласен път № 605 Батановци – Еловдол – Калотинци;
- По южното и югозападно подножие, между селата Лобош и Калотинци, на протежение от 15,1 км – участък от третокласен път № 623 Дупница – Бобовдол – Земен – Габрешевци.

В средата на планината, югозападно от връх Сирищнишка Рудина е разположена хижа „Джамен“, а в двата края на планината манастирите Чепински (на север) и Пещерски (на юг).
През 2015 беше изградена екопътеката „Поглед към девет планини“. Има две начални точки:
- първата е от края на село Сирищник – ако идвате от Ковачевци, на центъра при паметника завивате наляво и карате само направо, докато видите едно по-широко асфалтирано място, разчертано като паркинг за 4 – 5 коли. От там тръгвате по пътеката, има табели, маркировка (бяло и червено). За 20 – 25 минути пристигате до параклиса на св. Николай Чудотворец – Летни. Там има и вода. След това продължавате към теренната музайка „Окото“ докъдето стигате за 5 – 7 минути. 100 м над нея е асфалтовия път.
- втората начална точка е на 100 м над теренната музайка „Окото“. Идвайки от центъра на селото, малко преди да достигнете %паркинга", посочен по-горе, завивате надясно по асфалтиран път и продължавате до другия „паркинг“, където оставяте колата. Оттук продължвате по маркировката към подобект 4 от екопътеката – заслон „Погледец“. Пътят ще ви отнеме около час. Има поставени боядисано в червено и бяло дървени колове, които между „Окото“ и „Погледец“ са ~35 бр. Върхът се намира на 100 – 200 м от заслона по пътеката.

## Топографска карта
- Лист от карта K-34-58. Мащаб: 1 : 100 000.